# Honorat de Toulouse
Honorat de Toulouse vécut aux IIe et IIIe siècles. Il est présenté comme disciple et successeur du premier évêque de Toulouse, Saturnin de Toulouse (Saint Sernin). Il est reconnu saint par l'Église catholique.

## Biographie
Il serait natif de la Navarre et vécut ensuite à Toulouse puis Saturnin de Toulouse l'envoya à Pampelune. À la mort de ce dernier, Honorat fut rappelé à Toulouse. La tradition veut qu'il ait formé au sacerdoce et à l'épiscopat Firmin d'Amiens originaire de Pampelune qui fut envoyé dans le Nord de la Gaule pour l'évangéliser. Firmin devint évêque d'Amiens.
Honorat de Toulouse est fêté le 21 décembre.